# Round and Round (Gotthard)
Round and Round è il terzo singolo estratto da Lipservice, il settimo album in studio della rock band svizzera Gotthard. È stato pubblicato in edizione limitata come traccia bonus dell'album.

## Tracce
Limited Edition Box Set Bonus Track - CD-Single
1. Round and Round – 4:13 (Leo Leoni, Freddy Scherer, Applegate)